# إميلي سيمونز
إميلي سيمونز (بالإنجليزية: Emily Symons) هي ممثلة أسترالية، ولدت في 10 أغسطس 1969 في سيدني في أستراليا.

## وصلات خارجية
- إميلي سيمونز على موقع IMDb (الإنجليزية)
- إميلي سيمونز على موقع ألو سيني (الفرنسية)
- إميلي سيمونز على موقع كينوبويسك (الروسية)